# Hägerstens hembygdsförening

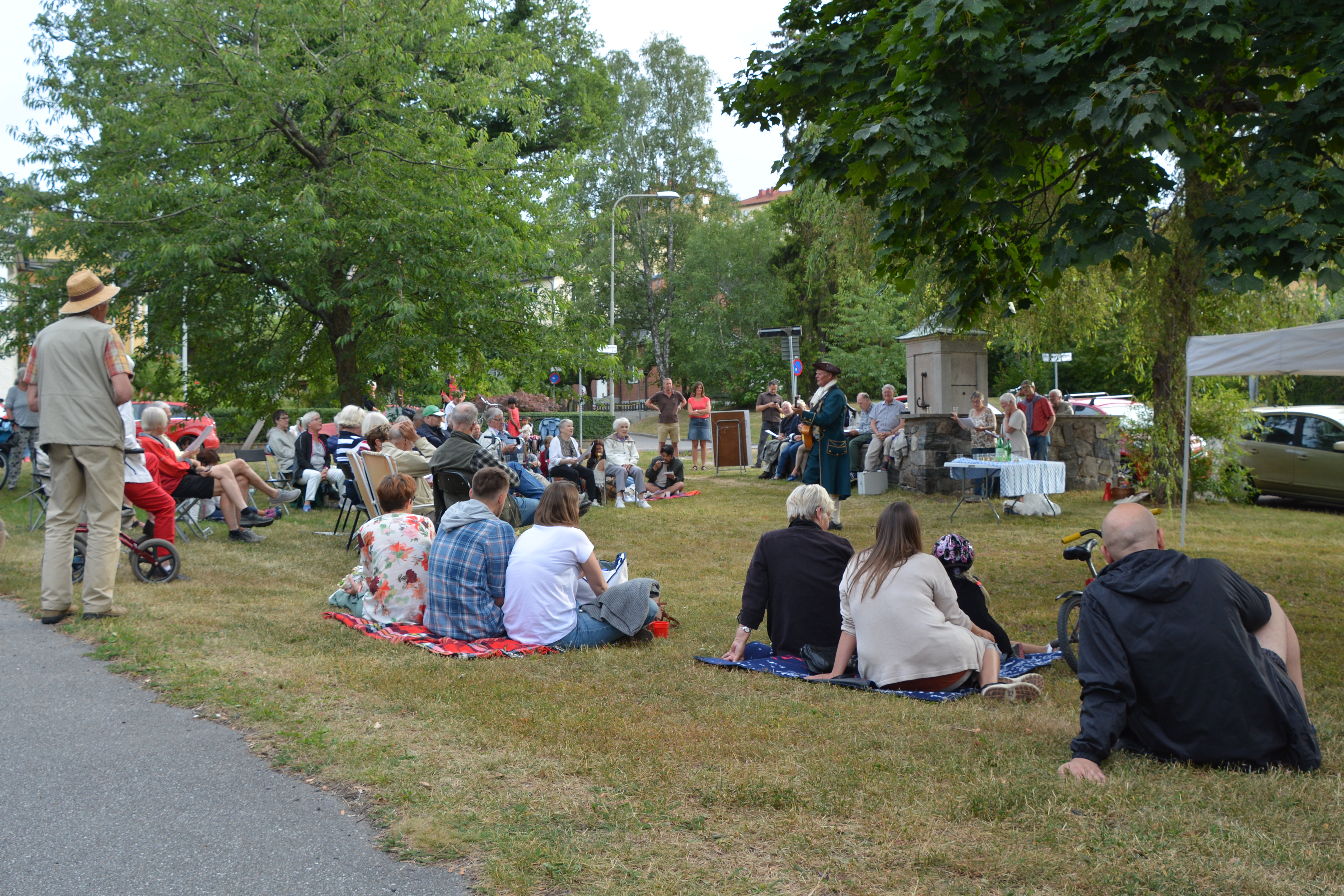
Bellmansdag vid Bellmanskällan i Mälarhöjden den 26 juli 2017, med Bernt Törnblom

Hägerstens hembygdsförening är en hembygdsförening i södra Stockholm. Föreningen bildades 1958 och vill bland annat lyfta fram Hägerstens lokalhistoria och ”därigenom bygga broar mellan generationerna”.
Föreningen bildades som en "avknoppning" från Brännkyrka hembygdsförening, som haft hela Brännkyrka församling som sitt arbetsfält. Verksamheten finansieras genom medlemsavgifter, arrangemangsavgifter och försäljning av skrifter. Utöver Hägerstens lokalhistoria bevakar föreningen även bebyggelse- och planeringsfrågor, utger årsskriften Hägerstensbygden och arrangerar vandringar, bussturer och föreläsningar. Sedan 1986 har föreningen, tillsammans med Brännkyrka hembygdsförening, sina lokaler i gamla Lerkrogen vid Götalandsvägen 224 i Älvsjö, nära Älvsjö station.